# Friedrich von Degenfeld-Schonburg

Friedrich von Degenfeld als Göttinger Sachse, 1898

Friedrich Graf von Degenfeld-Schonburg (* 5. Februar 1878 in Ludwigsburg; † 12. Oktober 1969 in Schleching) war ein deutscher Verwaltungsjurist.

## Leben
Degenfeld-Schonburg studierte Rechtswissenschaft an der Georg-August-Universität und war seit 1898 Mitglied des Corps Saxonia Göttingen.
Nach dem Staatsexamen wurde er 1901 Gerichtsreferendar und 1904 Regierungsreferendar im Staatsdienst des Königreichs Preußen. Als Regierungsassessor kam er 1906 zum Landratsamt im niederschlesischen Landkreis Reichenbach (Eulengebirge) und 1910 zur Regierung in Stade. Am 6. Dezember 1912 kommissarisch und im März 1913 endgültig wurde er Landrat des Kreises Reichenbach. Als der Kreis Nimptsch und der Kreis Reichenbach am 1. Oktober 1932 zum neuen Kreis Reichenbach (Eulengebirge) zusammengelegt wurden, übernahm er das neue Landratsamt. Zugleich wurde er beim Preußenschlag vom Kabinett Papen als Oberpräsident mit der kommissarischen Verwaltung des Oberpräsidiums Niederschlesien in Breslau beauftragt.
Als Mitglied der Deutschnationalen Volkspartei wurde er von den Nationalsozialisten sofort nach der Reichstagswahl März 1933 in den einstweiligen Ruhestand versetzt. Bis 1935 war er Reichskommissar für die Ortskrankenkassen in Berlin. Seit 1938 lebte er im oberbayerischen Schleching.
Er war Teilhaber an einem Familienbesitz in Württemberg. Verheiratet war er seit 1905 mit Huberta geb. Freiin von Berlepsch.